# Caserne Patrick-Douville
La caserne Patrick-Douville est une ancienne caserne de pompiers construite en 1930 située à Saint-Adelphe au Québec (Canada). Elle a été utilisée de sa construction à 1972 par la municipalité. Elle a été citée immeuble patrimonial en 2004 par la Municipalité de la paroisse de Saint-Adelphe.

## Histoire
La caserne Patrick-Douville a été construite en 1930 par Patrick Douville à la demande de la municipalité. Le terrain a été acquis pour 200 $ et la construction de la caserne, incluant la citerne, les accessoires, les boyaux et les costumes de pompiers est complétée pour 8 335 $CA. En 1932, Aurèle Veillette, le chef des pompiers ajoute une annexe, maintenant démolie, à la caserne afin d'y loger la voiture et les boyaux. L'électricité et le système d'alarme ont été installés en 1933.  En 1941 on ajoute un démarreur électrique à la pompe à incendie. En 1949, le conseil municipal délibère si l'on ne devrait pas construire au centre du village plutôt qu'en périphérie. 
En 1972, la municipalité décide de construire une nouvelle caserne au centre du village. Elle décide de démolir l'ancienne caserne, mais en raison de l'opposition des citoyens, elle décide plutôt de la préserver. La caserne Patrick-Douville a été citée immeuble patrimonial le 4 octobre 2004. En 2005, elle est restaurée à son état originel.